# Costante di propagazione
La costante di propagazione {\displaystyle \gamma } in elettromagnetismo rappresenta il modo in cui l'onda elettromagnetica di un segnale sinusoidale trasmesso su una linea di trasmissione si attenua e sfasa lungo di essa.
È una quantità complessa data da:
{\displaystyle \gamma =\alpha +i\beta }
dove la parte reale {\displaystyle \alpha } è la costante di attenuazione, la parte immaginaria {\displaystyle \beta } è la costante di fase ed {\displaystyle i} è l'unita immaginaria.
Nel caso di linea di trasmissione senza perdite:
{\displaystyle \gamma =i\beta =ik}
dove {\displaystyle k} è il numero d'onda angolare.
La costante di attenuazione indica dunque l'indebolimento in cui esso incorre attraversando un qualsiasi mezzo che può essere sia un cavo o un altro tipo di resistenza. Dipende dal logaritmo naturale del  rapporto fra i moduli della tensione d'ingresso e di uscita e rispetta la seguente formula matematica:
{\displaystyle \ln |V_{i}|/|V_{u}|}
dove si può riconoscere in {\displaystyle V_{i}} la tensione del generatore o d'ingresso e in {\displaystyle V_{u}} la tensione sul carico o di uscita. A frequenze elevate la costante di propagazione viene utilizzata nelle equazioni dei telefonisti per calcolare il comportamento del segnale che si propaga nel carico.